# Glochidion pleiosepalum
Glochidion pleiosepalum är en emblikaväxtart som beskrevs av Airy Shaw. Glochidion pleiosepalum ingår i släktet Glochidion och familjen emblikaväxter. Inga underarter finns listade i Catalogue of Life.